# المدرسة المولوية
المدرسة المولوية، أو الكلية الملكية أو المعهد الملكي، واسمه الشائع (بالفرنسية: Collège Royal)‏، هي مؤسسة تعليمية موجودة داخل القصر الملكي في الرباط بالمغرب. والمدرسة منذ تأسيسها في عام 1942، وهي متخصصة في تعليم الأمراء والأميرات من السلالة العلوية.

## تاريخ
تم إنشاء المدرسة المولوية في عام 1942

من قبل محمد الخامس تحت الحماية الفرنسية. جاء ذلك بعد أن حاول الملك في البداية إرسال إبنه الحسن الثاني إلى مدرسة ديس روشيس في فرنسا، ولكن هذا لم يحدث بسبب الحرب العالمية الثانية الجارية حينها.
تفتح المدرسة فصلا لكل فرد من كبار أفراد العائلة الملكية. وفتحت سابقا دروسا للحسن الثاني، عبد الله بن محمد الخامس، أمينة أميرة المغرب، ومحمد السادس، وبنات الحسن الثاني: للا مريم ، للا أسماء ، للا حسناء، و الأمير مولاي رشيد،و مولاي الحسن ولي عهد المغرب، والأمير مولاي إسماعيل، وللا سكينة الفيلالي.

## الأقسام

### فئة الأمير الحسن
- الحسن الثاني
- أحمد رضا كديرة
- أحمد عصمان
- عبد الله قرنيط
- يوسف العلوي (ابن الأمير إدريس العلوي، الأخ الأكبر لمحمد الخامس)
- سلامة بن زيدان
- عبد السلام برشيد
- محمد حاجي
- عبد الحفيظ القادري (وزير الرياضة في السبعينيات)

### فئة الأمير محمد
- تم افتتاح الصف رسميا في عام 1973
- محمد السادس[6]
- فؤاد عالي الهمة[7]
- محمد ياسين المنصوري
- نور الدين بنسودة[8][9]
- رشدي الشرايبي[10]
- حسن أوريد
- فاضل بن يعيش
- دريس إيت مباريك[11] (حاكم فيكيك)
- أنس خاليس[11] (سفير في جمهورية أيرلندا)
- سمير اليزيدي[11] (محافظ تيزنيت)
- كريم رمزي[12] (مصور وابن وزير الصحة السابق أحمد رمزي)[13]
- زهير إبراهيمي (ابن الخياط الشخصي للحسن الثاني، يشغل حاليا منصب رفيع في وزارة الداخلية)[5]
- نعيم تمسماني (تم استبعاده من المدرسة في عام 1977 (جنبا إلى جنب مع طالب آخر) لأنه كان جيدا في الرياضيات في حين أن الطبقة كانت موجهة إلى الدراسات الأدبية)[5]
- هشام العلو (حتى سبتمبر 1972)[14]
- مريم العلوي (حضرت قبل إنشاء الفئة النسائية)[14]

### فئة الأمير رشيد
- افتتح في عام 1977
- الأمير رشيد[15]
- خالد ساخي[16]
- مهدي الجوهري[16]
- الأمير يوسف العلوي[17]

## المدرسين
- بعض الأشخاص الذين درسوا في المدرسة المولوية
- مهدي بن بركة، مدرس الرياضيات لفئة ولي عهد أنداك الحسن الثاني.
- أحمد باحنيني، مدرس اللغة العربية لفئة ولي العهد أنداك الحسن الثاني.
- عباس الجراري
- عبد الكبير العلوي المدغري[18]
- محمد صبحي: أستاذ مادة اللغة العربية.[19]
- مصطفى بنعبد الله: أستاذ في الفنون التشكيلية.
- عبد الحميد بنزوينة: أستاذ مادة اللغة العربية.[20]